# Omar Govea
Omar Nicolás Govea García (San Luis Potosí, 18 januari 1996) is een Mexicaans voetballer. Hij speelt het liefst als middenvelder. Hij ondertekende in juli 2019 een contract bij Belgische eersteklasser Zulte Waregem.

## Carrière
Govea doorliep de jeugdrangen van Club San Luis en Club América. Bij die laatste club stroomde hij door naar het eerste elftal, maar zijn professionele debuut maakte hij bij Mineros de Zacatecas, de Mexicaanse tweedeklasser waaraan hij in het seizoen 2014/15 werd uitgeleend. Ook in het seizoen 2015/16 werd hij uitgeleend: FC Porto huurde hem voor een seizoen. De Portugezen gebruikten Govea vooral voor hun B-team in de Segunda Liga, al haalde hij in januari 2016 wel de bank van het eerste elftal voor de bekerwedstrijd tegen FC Famalicão. Govea werd met Porto B kampioen in de Segunda Liga, al kon de club uiteraard niet promoveren.
In mei 2016 lichtte FC Porto de aankoopoptie in het contract, waardoor Govea voor 2 miljoen euro definitief de overstap maakte naar de Portugese topclub. In het daaropvolgende seizoen was hij opnieuw titularis in het B-elftal van Porto, maar op zijn debuut in het eerste elftal bleef het wachten. Op het einde van het seizoen won hij met Porto B wel de Premier League International Cup, een internationaal toernooi voor U23-spelers georganiseerd door de Premier League. In de finale tegen Sunderland AFC, die Porto B met 0-5 won, kwam Govea 90 minuten in actie.
Op 6 juli 2017 ondertekende Govea een eenjarig huurcontract bij Excel Moeskroen. De Henegouwers bedongen een aankoopoptie in het contract. De uitleenbeurt werd een groot succes: Govea versierde een plek bij de Mexicaanse nationale ploeg en kon enkele maanden na zijn komst in België al rekenen op de interesse van AA Gent, RC Genk en RSC Anderlecht.
Op 16 augustus ondertekende hij een contract bij Royal Antwerp, dat hem voor één seizoen met aankoopoptie huurde van Porto. Na heel wat blessureleed in de reguliere competitie werd hij een vaste waarde in Play-off 1. Toch was het niet Antwerp, maar Zulte Waregem dat de Mexicaan in juli 2019 definitief naar België haalde.

## Clubstatistieken
| Seizoen | Club                   | Land              | Competitie         | Competitie | Competitie | Beker | Beker | Internationaal | Internationaal | Totaal | Totaal |
| Seizoen | Club                   | Land              | Competitie         | Wed.       | Dlp.       | Wed.  | Dlp.  | Wed.           | Dlp.           | Wed.   | Dlp.   |
| ------- | ---------------------- | ----------------- | ------------------ | ---------- | ---------- | ----- | ----- | -------------- | -------------- | ------ | ------ |
| 2013/14 | Club América           | Vlag van Mexico   | Liga MX            | 0          | 0          | 0     | 0     | 0              | 0              | 0      | 0      |
| 2014/15 | → Mineros de Zacatecas | Vlag van Mexico   | Ascenso MX         | 0          | 0          | 5     | 0     | —              | —              | 5      | 0      |
| 2015/16 | → FC Porto B           | Vlag van Portugal | Segunda Liga       | 35         | 0          | 0     | 0     | —              | —              | 35     | 0      |
| 2016/17 | FC Porto B             | Vlag van Portugal | Segunda Liga       | 32         | 0          | 0     | 0     | —              | —              | 32     | 0      |
| 2017/18 | → Excel Moeskroen      | Vlag van België   | Jupiler Pro League | 33         | 4          | 0     | 0     | —              | —              | 33     | 4      |
| 2018/19 | → Antwerp FC           | Vlag van België   | Jupiler Pro League | 15         | 0          | 1     | 0     | —              | —              | 16     | 0      |
| 2019/20 | Zulte Waregem          | Vlag van België   | Jupiler Pro League | 21         | 2          | 3     | 3     | —              | —              | 24     | 5      |
| 2020/21 | Zulte Waregem          | Vlag van België   | Jupiler Pro League | 25         | 2          | 1     | 0     | —              | —              | 26     | 2      |
| 2021/22 | Zulte Waregem          | Vlag van België   | Jupiler Pro League | 2          | 0          | 0     | 0     | —              | —              | 2      | 0      |
| Totaal  | Totaal                 | Totaal            | Totaal             | 163        | 8          | 10    | 3     | 0              | 0              | 173    | 11     |

Bijgewerkt t/m 29 maart 2021

## Erelijst
| Kampioen Segunda Liga            | 1x | 2015/16 |
| Premier League International Cup | 1x | 2016/17 |

## Interlandcarrière
Govea haalde in 2013 de finale van het WK –17 met de U17 van Mexico. In de finale tegen Nigeria, die met 3-0 verloren werd, werd hij na 68 minuten vervangen door Erich Hernández. Op 13 november 2017 maakte Govea zijn debuut voor het eerste elftal van Mexico in een vriendschappelijke interland tegen Polen. Hij viel in de 74e minuut in voor Jonathan dos Santos.
| Interlands van Omar Govea voor Mexico | Interlands van Omar Govea voor Mexico | Interlands van Omar Govea voor Mexico | Interlands van Omar Govea voor Mexico | Interlands van Omar Govea voor Mexico | Interlands van Omar Govea voor Mexico |
| №                                     | Datum                                 | Wedstrijd                             | Uitslag                               | Soort wedstrijd                       | Goals                                 |
| Als speler bij Excel Moeskroen        | Als speler bij Excel Moeskroen        | Als speler bij Excel Moeskroen        | Als speler bij Excel Moeskroen        | Als speler bij Excel Moeskroen        | Als speler bij Excel Moeskroen        |
| ------------------------------------- | ------------------------------------- | ------------------------------------- | ------------------------------------- | ------------------------------------- | ------------------------------------- |
| 1.                                    | 13 november 2017                      | Polen – Mexico                        | 0 – 1                                 | vriendschappelijk                     | -                                     |
| 2.                                    | 24 maart 2018                         | Mexico − IJsland                      | 3 – 0                                 | vriendschappelijk                     | -                                     |
| 3.                                    | 28 maart 2018                         | Mexico − Kroatië                      | 0 – 1                                 | vriendschappelijk                     | -                                     |
| Als speler bij Zulte Waregem          |                                       |                                       |                                       |                                       |                                       |
| 4.                                    | 7 oktober 2020                        | Nederland – Mexico                    | 0 – 1                                 | vriendschappelijk                     | -                                     |

1 Bostyn ·
3 Tanghe ·
4 Lemoine ·
7 Challouk ·
8 Rommens ·
9 Vossen  ·
10 Ablo Traoré ·
11 Gavriel ·
14 Barkarson ·
17 Diop ·
18 Tambedou ·
19 Nyssen ·
20 Hedl ·
21 Nnadi ·
22 Opoku ·
23 Van der Gouw ·
24 Erenbjerg ·
27 Diabaté ·
31 Willen ·
42 Dobbels ·
47 Labie ·
50 Van Damme ·
55 Cappelle ·
59 Demuynck ·
64 Sergeant ·
Coach: Vandenbroeck